# Marinebefehlshaber Bretagne
Die Dienststelle Marinebefehlshaber Bretagne war eine Kommandobehörde der Kriegsmarine im Zweiten Weltkrieg.

## Geschichte
Die Dienststelle wurde Mitte Juni 1940 in Brest gebildet. Bei dieser Neuorganisation des gesamten Küstenabschnitts von der deutsch-niederländischen bis zur französisch-spanischen Grenze wurde die Zuständigkeit für die Niederlande einschließlich der Scheldemündung und Antwerpen an Marinebefehlshaber Niederlande-Belgien übertragen, der wiederum der Marinestation der Nordsee unterstand. In Frankreich wurden zusätzlich zum Marinebefehlshaber Bretagne der Marinebefehlshaber Nordfrankreich und der Marinebefehlshaber Westfrankreich eingerichtet, die alle dem Kommandierender Admiral Frankreich unterstellt waren. Für die Aufstellung wurde der am 1. Juni 1940 in Den Haag eingerichtete Küstenbefehlshaber Belgien-Niederlande, welcher aus dem Küstenbefehlshaber Südwest gebildet worden war, herangezogen.
Einziger Marinebefehlshaber Bretagne war Vizeadmiral Lothar von Arnauld de la Perière, der mit seinem Stab zuvor als Marinebefehlshaber Niederlande-Belgien und kurzzeitig als Marinebefehlshaber Westfrankreich in Rouen fungiert hatte. Sein Befehlsbereich erstreckte sich im Osten von der Mündung des Couesnon östlich von St. Malo bis zur Mündung der Loire im Südwesten, wobei ihm ebenfalls die Küstenbatterien am Südufer der Loire unterstanden. Chef des Stabes war der Kapitän zur See Franz Bauer.
Bei einer weiteren Reorganisation der Kriegsmarine im besetzten Frankreich Anfang Dezember 1940 wurde der Befehlsbereich Bretagne aufgeteilt. Der Teil östlich von Cap Fréhel einschließlich Saint-Malo wurde dem Marinebefehlshaber Nordfrankreich zugeteilt, der Rest dem Marinebefehlshaber Westfrankreich. Der vormalige Befehlshaber Bretagne verlegte mit seinem Stab nach Royan und übernahm den nunmehr vergrößerten Befehlsbereich Westfrankreich, dessen bisheriger Stab aufgelöst wurde.

## Unterstellte Verbände und Einheiten

### Direkt unterstellte Verbände und Einheiten
Während in den ersten Wochen alle Verbände und Einheiten direkt dem Marinebefehlshaber unterstanden, wurde im Juli 1940 für den Bereich Brest die Dienststelle des Seekommandanten Brest als Zwischenebene geschaffen, während die Kräfte in den anderen Bereichen weiterhin direkt beim Marinebefehlshaber blieben.
Ihm waren somit direkt unterstellt:
- Kommandant der Seeverteidigung Brest (Kapitän zur See Gustav Kieseritzky):
  - Küstenschutzflottille Brest
  - Hafenkommandant Brest
  - Marineartillerieabteilung 262
  - Marineflakabteilung 803
  - Marineflakabteilung 804
- Küstenschutzflottille Lorient (ab Oktober umbenannt in Hafenschutzflottille Lorient)
- Hafenkommandant Saint-Malo, bis Oktober 1940, dann zum Marinebefehlshaber Nordfrankreich[4]
- Hafenkommandant Lorient, mit der Auflösung der Dienststelle zum Seekommandant Bretagne
- Hafenkommandant Saint-Nazaire
- Hafenkommandant Nantes
- Marineartillerieabteilung 264 (Lorient), neu aufgestellt und mit der Auflösung der Dienststelle zum Seekommandant Bretagne
- Marineartillerieabteilung 280 (Saint-Nazaire), neu aufgestellt und später zum Seekommandant Lorient
- Marineflakabteilung 806 (Lorient), ab November 1940, später zur IV. Marineflakbrigade
- Marineartilleriezeugamt Bretagne (Brest)

### Kriegsmarinewerften
Die im Befehlsbereich des Marinebefehlshaber Bretagne liegenden Kriegsmarinewerften waren direkt dem Oberwerftstab in Paris unterstellt:
- Kriegsmarinewerft Brest
- Kriegsmarinewerft Lorient
- Kriegsmarinewerft Saint-Nazaire